# Анатолиј Рогожин
Анатолиј Иванович Рогожин (рус. Анатолий Иванович Рогожин, Червленија 12. април 1893 — Ненаут 6. април 1972) био је руски официр, учесник Првог светског и Руског грађанског рата. Током Другог свјетског рата био је припадник и задњи командант Руског заштитног корпуса.

## Биографија
Рођен 1893. године у насељу Теречке козачке војске Червленија, као син козачког официра. Након што је завршио кадетску школу и завршио Николајевску коњичку школу, Рогожин је командовао са неколико козачких јединица у Персији. По повратку у Русију 1914. године, борио се на Југозападном фронту током Првог светског рата. Кратко је служио у Кијеву,а потом одлази у Терек гдје се његова јединица суочила са побуном уочи Фебруарске револуције. Током јуна учествовао је у побуни Теречких козака против бољшевика након чега постаје дио Беле гарде. Након евакуације из Русије, Рогожин одлази у Краљевину СХС гдје служи као граничар.
Након окупације Краљевине Југославије од стране нацистичке Њемачке у априлу 1941. придружио се Руском заштитном корпусу у настајању. Постао је командант једног од пјешадијских пукова. За показану храброст у борбама одликован је Гвозденим крстом друге класе. После изненадне смрти генерала Бориса Штејфона 30. марта 1945. године постаје командант Руског заштитног корпуса. Са главнином корпуса је успио да напусти територију Југославије и да се преда британским снагама.  У граду Келербергу формиран је логор за припаднике Руског заштитног корпуса а Рогожин је био командант логора. Њихово изручење тражио је Смерш, али их је спасио британски генерал Стил. Британске власти су се према војницима корпуса понашале другачије него према козацима и Русима из Руске ослободилачке армије. Помагао је у организацији евакуације ветерана Руског заштитног корпуса и био је један од посљедњих који је напустио логор 1951. Формирао је ветеранску организацију бораца Руског корпуса (Союз Чинов Русского Корпуса) и покренуо је часопис Наше вести. Емигрирао је у САД гдје је наставио да ради у белогардијским организацијама. Преминуо је 6. априла 1972. а сахрањен је на гробљу у склопу манастира Ново Дивејево у Ненауту, поред капеле која је посвећена Руском заштитном корпусу.